# Eutelia diapera
Eutelia diapera is een vlinder uit de familie van de Euteliidae. De wetenschappelijke naam van de soort is voor het eerst geldig gepubliceerd in 1902 door Hampson.